# 精興社
株式会社精興社（せいこうしゃ）は、日本の印刷会社で、「精興社タイプ」あるいは「精興社書体」と呼ばれる独自の明朝体で有名である。厳密に言えば、精興社の「興」の字は、中央にある「同」の下の「口」が「コ」となっていて左の縦棒にくっついている異体字である。

## 概略
1913年4月、白井赫太郎により東京活版所として東京都神田区美土代町に設立された。白井は活版印刷の品質の向上を目的として、新しい書体の開発を君塚樹石に依頼、精興社タイプと呼ばれる、細身の美しい書体を作り上げた。また一度使用した活字は再利用せず、再度鋳造することにより、非常に美しい印刷物を作ることに成功したが、1995年8月で活版印刷を終了した。
精興社は、岩波書店や、福音館書店、筑摩書房などのDTPや印刷を手がけている。

## 精興社タイプ
精興社タイプは、1930年から3年かけて、君塚樹石の技術協力により開発された。細身でやや小ぶり、独特のカーブをもつひらがなが最大の特徴である。長らく活版印刷で提供されていたが、活版印刷の衰退に伴い、写研の写植機に搭載されることになった。近年のDTPの普及に伴い、OpenTypeの精興社書体が開発された。
精興社での印刷時のみ使用可能なためフォントの販売はされていない。ベントン母型の一覧は『青梅市文化財総合調査報告 活版印刷技術調査報告書 改訂版』（2002年，改訂版2004年／青梅市調査委員会）に掲載されている。

## 事業所
- 本社・青梅工場（東京都青梅市）
- 神田事業所（東京都千代田区神田錦町）
- 朝霞工場（埼玉県朝霞市）